# Norman Chapman
Norman Chapman (31 de dezembro de 1937 – julho de 1995) foi um baterista britânico que tocou com The Silver Beetles, que mais tarde se tornou The Beatles.
Depois que Tommy Moore deixou o grupo em junho de 1960, Chapman se juntou aos Silver Beetles. No entanto, Chapman só tocou três shows com o grupo em junho de 1960, antes de sair após ser chamado para o serviço nacional. Ele foi substituído no grupo por Pete Best.
Chapman morreu após perder a luta contra o câncer em meados de 1995.